# Mount Roth
Mount Roth är ett berg i Antarktis. Det ligger i Västantarktis. Nya Zeeland gör anspråk på området. Toppen på Mount Roth är 800 meter över havet.
Terrängen runt Mount Roth är kuperad söderut, men norrut är den platt. Trakten är obefolkad. Det finns inga samhällen i närheten.